# الدوري الهولندي الدرجة الأولى 2001–02
الدوري الهولندي الدرجة الأولى 2001–2002 هو الموسم السادس والأربعون من الدوري الهولندي الدرجة الأولى منذ إنشائه في عام 1956. فاز بهذا الموسم بي إي سي زفوله.

## الفرق
يشارك 20 نادي في الدوري: النادي الذي يحتل المرتبة الأولى في هذا الدوري يتأهل مباشرة إلى الدوري الهولندي الممتاز، تأهل في هذه الدوري بي إي سي زفوله.